# Leif Målberg
Leif Målberg (Vegby, 1945. szeptember 1. –)  svéd válogatott labdarúgó.

## Pályafutása

### A válogatottban
1970 és 1973 között 4 alkalommal szerepelt a svéd válogatottban. Részt vett az 1970-es világbajnokságon.